# Довбануті голови
Довбануті голови (фр. Têtes à claques) — гумористичний канадський відеосайт французькою мовою, створений 16 серпня 2006 р. для одноіменного анімаційного серіалу. Зараз — один з найбільш популярних відеосайтів в Канаді. В даний час частина мультфільмів (перш за все повнометражні випуски) дубльована англійською мовою з деякою адаптацією, а частина короткометражних сюжетів дубльована також іспанською мовою.
Творцем серіалу є Мішель Боде, житель монреальського передмістя Бушервіль. Він же озвучує всіх персонажів.

## Формат і частота появи
На сайті та створеному пізніше каналі на Youtube регулярно з'являються поновлення однойменного мультсеріалу в жанрі ситкому (станом на березень 2011—184 відеороликів). Мультфільми також регулярно демонструвалися по канадському телебаченню (канал Télétoon). До найпопулярніших відносяться «Пілот», «Хелловін», «Митниця» та ряд інших.
До 2012 року мультфільми представляли собою скетчі довжиною близько 3 хвилин. Починаючи з 2012 р. виходять повноформатні мультфільми довжиною в 25-30 хвилин. Остання серія, «Сувора дієта» (À plein regime), вийшла на початку 2013 року. Після річної перерви з 27 лютого 2014 року відновився випуск нових повнометражних серій, які спочатку демонструються на каналі Teletoon, а через день викладаються на офіційному сайті. Короткометражні сюжети з'являються тепер вкрай рідко, зазвичай як побічні лінії повнометражних мультфільмів. У травні 2015 року, після виходу 25-й повнометражної серії «Момо», настала нова перерва, пов'язана з підготовкою повнометражної англомовної адаптації серіалу під назвою Knuckleheads.
У 2019 р. Мішель Боде призупинив розвиток серіалу, і почав випуск нового — «Дивні історії професора Зарбі», де дія відбувається в тій же місцевості, з іншими героями, але частими алюзіями на реалії колишнього серіалу.

## Іншомовні і зарубіжні версії
2008 р. була представлена англомовна версія вибраних скетчів, яку озвучує Брюс Дінсмор (роль Дядька Тома в цій версії, як і у французькій, озвучує автор — Мішель Боде). З 2010 р. компанія Mondo Mini Shows придбала права на англомовну версію серіалу, який демонструється під брендом TAC.TV.
На початку 2013 року на сайті розміщені іспаномовні версії деяких скетчів. Повноформатні мультфільми станом на березень 2014 р. на інші мови не перекладені.
Всі онлайн-версії мультфільмів, незалежно від мови, забезпечені субтитрами, які можна відключати.
Сайт також придбав популярність у Франції, хоча цілий ряд квебекських жаргонізмів і навіть характерний монреальський акцент з частим включенням англіцизмів для французів малозрозумілі без субтитрів. Різниця обіграна в скетчі «Париж», де виникають численні непорозуміння між французом-офіціантом і канадськими туристами в Парижі.
У грудні 2015 р. оголошено про випуск в січні 2016 р англомовної повнометражної версії Knuckleheads. Крім адаптації жартів та імен, які були зроблені типовими для англоканадців або американців, також були здійснені певні графічні зміни (так, Прем'єр-міністр став схожим на Стівена Гарпера).

## Персонажі
Нижче перераховані персонажі, що зустрічаються в епізодах неодноразово.
- Люсьєн і Монік — чоловік і дружина у віці за 30 років
- Габріель і Самуель — двоє нахабних хлопчаків, близько 9-10 років
- Гюго — їх довготелесий однокласник
- Хлоя — їх однокласниця, коротунка й інтелектуалка (в серії «Хлоязілла» — дівчина з суперздатностями).
- Гаетан — їхній сусід, водій шкільного автобуса
- Фернан — слюсар, сусід і приятель Гаетана і Люсьєна, який вічно відкопує свою машину з-під снігу
- Наташа — суперсексуальна секретарка, тітка Габріеля і Самуеля (в мультфільмі «Сім'я Папут» — ельфиня, що стріляє з лука, але завжди влучає не туди, куди треба)
- Сім'я Папут — дбайливо-настирливий татусь і його діти
- Рауль — плейбой (зазвичай разом з приятелем Джонні-Боєм і загальною подругою Сесіль, крім якої у них обох є численні непостійні захоплення)
- Жинетт і Кароль — дві великогабаритні і ненажерливі неодружені дівчини, близько 25-30 років
- Луїза — неодружена жінка бальзаківського віку
- Пішетт, командир авіалайнера, і його штурман (пародія на відомого канадського льотчика Робера Піше)
- Дядько Том — геній маркетингу
- Джиммі і Режан — поліцейські
- Рядовий Морен та сержант Моннет — солдати, які проходять службу в Какістані (швидше за все в Афганістані), знаходяться під командою генерала Ебера (Hebert), протидіють загону душманів під командуванням Абдулли.
- Роже («Товстий») і Марсель — рибалки-мисливці
- Івон — інфантильний чоловік у віці під 40 років, як з'ясовується згодом — син невловимої грабіжниці банків Моніки (алюзія на квебекський фільм «Моніка-кулеметниця»), яку не слід плутати зі згаданою вище Монік, дружиною Люсьєна.
- Джей-Пі Ларсен — пробивний підліток з непростим минулим, який вважає Івона своїм швидким батьком
- Франсін — жінка-медіум
- Тюркотт — хокеїст-хуліган
- Джуліо Каракас — поп-зірка
- прем'єр-міністр Квебеку (безіменний — в англомовній версії замінений на прем'єр-міністра Канади, схожого на Стівена Гарпера)
- Момо — троглодит, вихований скунсами
- інопланетяни: Звізз (зелені чоловічки) і кради (коричневі червоподібні монстри-канібали)
- Ісус Христос (незадоволений, що в його день народження вшановують якогось стороннього Санту)
- Тварини (лосі, ведмеді, скунси, жаби, першоквітнева золота рибка, дракон Тото)
- Джек Кертіс (ковбой-невдаха), його опонент-грабіжник Сантана, і китаєць (колишній наставник Сантани, пізніше наставник Джека).
- Наталі — в «монреальских» епізодах — чоловікоподібна, але м'яка, сором'язлива і самотня продавчиня продуктового магазину зі стереотипною зовнішністю скво, в «казкових» епізодах — дружина Джека Кертіса на прізвисько «Волохатий Бізон».